# Sven Barfoed
 Der er for få eller ingen kildehenvisninger i denne artikel, hvilket er et problem. Du kan hjælpe ved at angive troværdige kilder til de påstande, som fremføres i artiklen.

Sven Poul Barfoed (24. januar 1917 i Bogense – 28. juli 2004) var en dansk civilingeniør og direktør.
Sven Barfoed blev student fra Frederiksborg Statsskole i Hillerød i 1936 og blev civilingeniør fra Danmarks Tekniske Højskole i 1941. Samme år blev Barfoed ansat hos rådgivende civilingeniør Erik V. Ramsing og senere hos civilingeniør Kristian Hindhede. I 1946 blev Barfoed ansat i A/S Frederiksholms Teglværker, og han var teglværksdirektør i årene 1949–1974, hvorefter han startede eget firma.
Han var sagkyndigt medlem af Miljøankenævnet og bestyrelsesmedlem i Kalk- og Teglværksforeningen af 1893.
Hans fritidshobby var lystsejlads, en interesse han gav videre til sine børn.